# 程谷梁
程谷梁（1906年—1955年4月10日），原名程奎栋，字国梁，山西省阳泉县下荫营村人。中华人民共和国政治人物。

## 生平

### 抗日战争时期
1931年，程谷梁考入山西省法学院（后改为山西大学法学院）经济系，1935年毕业。1937年2月，加入中国共产党。同年10月，任山西省汾城县自卫总队党的负责人。1938年2月至5月，任中共汾城县委书记。同年10月至1939年7月，任山西新军政治保卫队第二支队政治部组织科科长。1939年7月，任山西新军第213旅政治部主任。同年12月，爆发十二月事变，阎锡山与中共产生矛盾，并在赴秋林开会途中杀害了第213旅旅长郝玉玺，程谷梁随后率领第213旅出围，并担任政委。1940年春，任决死第一纵队政治部组织部部长。1941年9月至1943年1月，任太岳行署建设处处长。同年到延安学习。1945年4月至6月，作为晋冀鲁豫代表团成员参加中共七大。

### 第二次国共内战
1945年9月至1947年4月，程谷梁返回山西，出任太岳行署经济局副局长。1947年4月至1948年5月，任中共太岳区党委社会部部长。1947年8月至1948年，任中共太岳区党委委员。1948年6月至9月，任太岳行署公安局局长。12月，任太原市政府公安局代理局长，中共太原市委委员、社会部部长（至1949年8月）。1949年2月至8月，任太原市政府公安局局长。同年8月起任中共山西省委委员、社会部部长（至1950年2月）。

### 共和国时期
1949年9月至1952年9月，兼任山西省公安厅厅长。1950年3月至1954年8月，任山西省人民政府委员。1950年6月至1952年10月，任山西省人民检察署检察长。1952年9月至1955年2月，任山西省财政经济委员会副主任，兼任山西省人民政府工业厅厅长（至1953年5月）。1952年12月至1955年4月，任中共山西省委常务委员。1953年6月至1955年1月，任山西省政府财经分党组副组长。
1955年4月10日，程谷梁因病在山西太原去世。

## 相关
- 山西新军